# اونيتشا (نيجيريا)
اونيتشا هي مدينة، في نيجيريا، تقع في ولاية أنمبرة، بلغ عدد سكانها 561,066 نسمة وذلك حسب إحصائيات سنة 2006، تبلغ مساحتها 36.19 كيلومتر مربع، رمزها البريدي هو 430....

## مدن توأم
المدن التوأم:
- كومبتون، كاليفورنيا.

## أعلام
- سلوى عيد ناصر
- تشيكا إيك
- هنري أونيكورو
- فرانسيس أوبيكويلو
- بيتر أوبي